# Baby M
Baby M (* 27. März 1986) war das Pseudonym eines Kindes in einem amerikanischen Sorgerechts-Prozess. Der Prozess wurde zwischen der Leihmutter, die engagiert worden war, das Kind auszutragen, und dem biologischen Vater des Kindes geführt. 
Mary Beth Whitehead, die Leihmutter, war mit dem Samen von William Stern künstlich befruchtet worden. Entgegen landläufiger Meinung (und auch entgegen dem, was in dem Vertrag über die Leihmutterschaft stand) war Sterns Ehefrau Elisabeth nicht unfruchtbar, sondern es bestand die Möglichkeit, dass sie Multiple Sklerose hatte und durch die Schwangerschaft zeitweise gelähmt werden könnte.
Am 27. März 1986 gebar Mary Beth Whitehead eine Tochter, die sie Sara Elizabeth Whitehead nannte, und weigerte sich, sie den Sterns zu übergeben. Ein Gericht in New Jersey sprach den Sterns 1987 das Sorgerecht für Melissa (wie sie das Kind nannten) zu. Dieses Urteil wurde am 2. Februar 1988 vom obersten Gericht New Jerseys abgeändert: William Stern erhielt das Sorgerecht und Mary Beth Whitehead ein Besuchsrecht.